# Юдея обявява война на Германия
„Юдея обявява война на Германия“ (на английски: Judea Declares War on Germany) е заглавие на статия от първа страница на английския в. „Дейли Експрес“ от 24 март 1933 година, който цитира и бойкота на немски стоки от страна на еврейските лобита по света

Вестник „Дейли Експрес“ посочва, че еврейският бизнес елит от Европа и САЩ е взел решение за общи действия срещу Германия, споменава се за „търговски кръстоносен поход“. Съветът на представителите на британските евреи (Board of Deputies of British Jews) критикува Адолф Хитлер и неговото правителство за изземването на имуществото на евреите и съдебните процеси срещу тях, които били обвинени за щетите, нанесени на Германия от Версайския договор, уговорен от ционистките банкери. Лондонските евреи изпращат съобщение, което гласи: 
| „                                                                                | Еврейският народ по целия свят обявява икономическа и финансова война на Германия. Появата на пречупения кръст като символ на нова Германия събуди у евреите стара омраза. Днес 14 милиона евреи стоят заедно като един човек в обявената срещу Германия война. | “ |
| Съвет на представителите на британските евреи, Board of Deputies of British Jews | |   |